# Milutin (Knežević)
Milutin, imię świeckie Mihailo Knežević (ur. 1950 w Mijači, zm. 29 marca 2020 w Belgradzie) – serbski biskup prawosławny.

## Życiorys
W wieku 13 lat wstąpił do monasteru Kaona. W tym samym roku, 26 października 1963 złożył wieczyste śluby mnisze przed biskupem Janem (Velimiroviciem), w monasterze Petkovica. W tym samym roku ten sam duchowny wyświęcił go kolejno na hierodiakona (27 października) i hieromnicha (8 listopada). W 1994 biskup Laurenty (Trifunović) nadał mu godność igumena, zaś w 1998 archimandryty. W 1999 archimandryta Milutin został przełożonym monasteru Kaona. Zorganizował również jego filię w Leliciu.
Jest absolwentem seminarium duchownego św. Sawy w Belgradzie. W tym też mieście rozpoczął studia teologiczne, które ukończył w seminarium św. Sawy w Libertyville. W czasie pobytu w Kanadzie był proboszczem serbskiej parafii prawosławnej w Niagara i sekretarzem eparchii kanadyjskiej.
W 2003 r. Święty Sobór Serbskiego Kościoła Prawosławnego wyznaczył go na zwierzchnika eparchii australijskiej i nowozelandzkiej, w związku z czym 20 lipca otrzymał chirotonię biskupią. W 2006 r. został przeniesiony na katedrę valjewską.
Zmarł w 2020 r. na COVID-19.